# Marcipa holmi
Marcipa holmi är en fjärilsart som beskrevs av Fletcher 1961. Marcipa holmi ingår i släktet Marcipa och familjen nattflyn. Inga underarter finns listade i Catalogue of Life.